# Malacotheria
Malacotheria là một chi bọ cánh cứng trong họ Chrysomelidae.
Chi này được miêu tả khoa học năm 1881 bởi Fairmaire.

## Các loài
Các loài trong chi này gồm:
- Malacotheria fumerea Fairmaire, 1881
- Malacotheria lateritia Fairmaire, 1881
- Malacotheria picticollis (Fairmaire, 1883)
- Malacotheria strigiscuta Fairmaire, 1881